# 15-cm-schwere Feldhaubitze 18
Die 15-cm-schwere Feldhaubitze 18 (kurz sFH 18) war ein Standardgeschütz der deutschen Wehrmacht im Zweiten Weltkrieg.

## Entwicklung und Produktion
Die sFH 18 wurde von den Unternehmen Rheinmetall in Düsseldorf und Krupp in Essen zwischen 1926 und 1930 getrennt voneinander entwickelt; die besten Eigenschaften beider Konstruktionen wurden bis 1933 in einem Geschütz vereint. Produziert wurde die Feldhaubitze ab Ende 1933 im Rheinmetallwerk Düsseldorf, im Krieg dann auch von den Nachbaufirmen Spreewerk in Berlin, MAN in Augsburg, Dörries-Füllner in Bad Warmbrunn und Škoda in Dubnica/Slowakei. Sie wurde bis zum Ende des Krieges produziert, wobei um siebentausend Exemplare an die Truppe ausgeliefert wurden. Der Herstellungspreis des Geschützes im Jahre 1938 betrug 44.000 RM. Die sFH 18 besaß eine ähnliche Konstruktion wie die leichte Feldhaubitze 18 mit vollgummibereiften Leichtmetallscheibenrädern und Stahlfelgen.

## Munition
Die Splitterwirkung der Sprenggranate betrug 15 Meter nach vorn, 40 bis 50 Meter nach den Seiten und 3 Meter nach hinten. Bei direkten Treffern mit Zeitzünder konnten bis zu drei Meter Erddeckung durchschlagen werden.
Es gab auch panzerbrechende Munition mit Zündungsverzug nach dem Aufschlag mittels einer Stahlkugel, die nach dem Aufschlag ein etwas zu enges Bleirohr durchlaufen musste und am vorderen Ende auf das Zündmittel traf.
Alle Granaten hatten hinten Ringe aus Kupfer, in die sich beim Schuss die Rohrzüge einkerbten, um der Granate einen Drall zu verleihen; sie erreichte damit etwa 3000 Umdrehungen pro Minute.

## Einsatz
Die sFH 18 fand in den schweren Abteilungen der Artillerieregimenter Verwendung und wurde dort zu je vier (später sechs) Geschützen pro Batterie eingesetzt.
Das Geschütz konnte im Pferdezug oder im motorisierten Zug bewegt werden.
Im Pferdezug wurde es in zwei Lasten mit Lafetten- und Rohrwagen mit je sechs Pferden bespannt hinter je einer Protze gefahren. Vor dem Marsch wurde das Rohr vollständig aus der Wiege heraus und auf einen zweirädrigen Transportwagen gezogen. Die Lafette wurde mit den zusammengeklappten Holmen ebenfalls auf einen Transportwagen gehoben. Trotz dieser zwei Zuglasten war das Geschütz im späteren Verlauf des Ostfeldzuges bei den schlechten Wetter- und Wegeverhältnissen viel zu schwer, und es wurden oft Gespanne von bis zu zehn Pferden für ein Vorwärtskommen benötigt. Beim Instellunggehen musste der Rohrwagen vor die abgeprotzte Lafette gezogen und nach dem Abprotzen des Rohrwagens das Geschützrohr herübergezogen werden.
Im motorisierten Zug wurde die Feldhaubitze hinter einem mittleren Zugkraftwagen 8 t (Sd.Kfz. 7) oder einem schweren Zugkraftwagen 12 t (Sd.Kfz. 8) in einer Last gefahren. Während des Transportes wurde das Rohr nach hinten geschoben (auf der Gleitbahn für den Rückstoß), um die Last auch auf die Protze zu leiten. Zur Feuererstellung musste die Lafette gespreizt und das Rohr wieder (von allen sieben bis acht Bedienungssoldaten zusammen) nach vorn geholt werden (Unterarme und Hände über Kopf um das Rohr geschlungen und rückwärts gegangen).
Ab 1943 wurde das Geschütz auch als Panzerhaubitze Hummel eingesetzt.
Beim Kriegsbeginn 1939 befanden sich in den Infanterie-Divisionen in der IV. schweren Abteilung eines Artillerie-Regiments zwölf schwere Feldhaubitzen 18.
In den Panzerdivisionen befanden sich acht schwere Feldhaubitzen 18 zusammen mit vier 10-cm-Kanonen in der III. schweren Abteilung eines Panzerartillerieregiments.
Der Bestand in der Wehrmacht erhöhte sich kontinuierlich von 2049 Haubitzen (1. September 1939) über 2867 (1. Juni 1941) auf bis zu 3000 Haubitzen (1. Januar 1945).
Ein modifiziertes Verschlussteil der sFH 18 fand auch Verwendung als Bodenstück der Kanone V3.

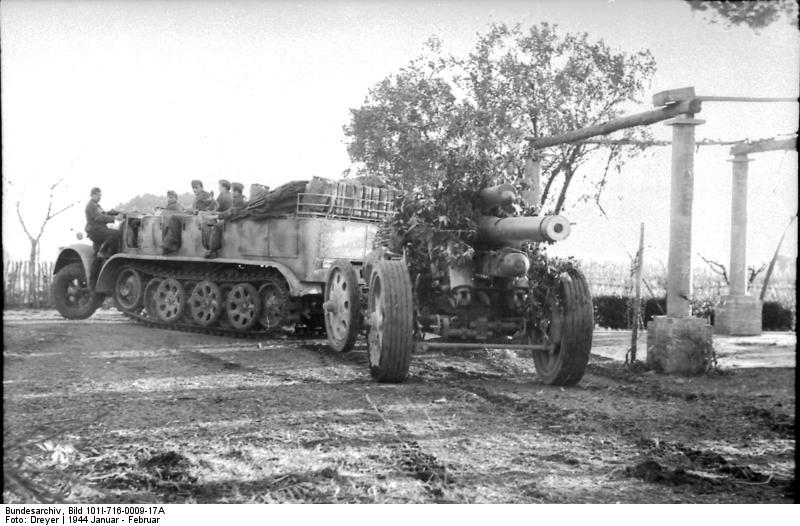
sFH 18 hinter Zugkraftwagen
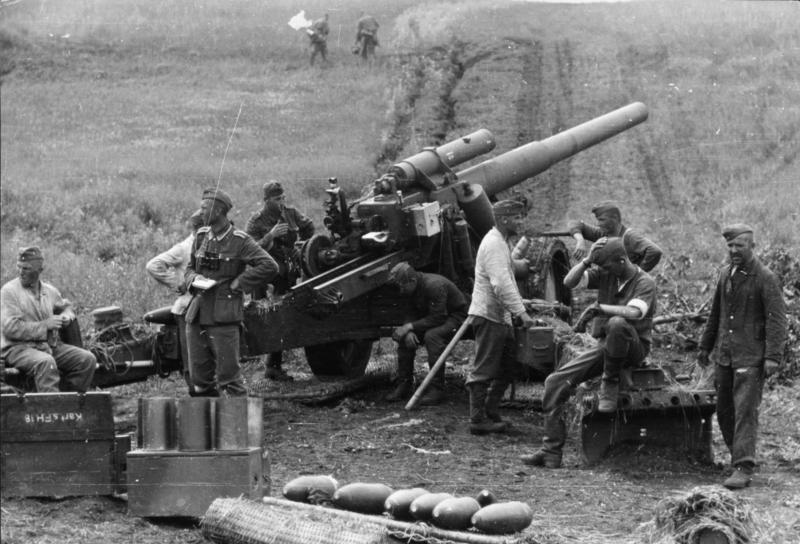
sFH 18 in Feuerstellung; links hinter dem Ladekanonier lehnt der Ladestock

Die Bedienungsmannschaft: Ein Geschützführer; ein Richtkanonier für Höhe und Seite, ein Kanonier für die Rohrhöhenverstellung, die der Richtkanonier vorgab. Ein Ladekanonier (zuständig für das Laden der Granate und der Kartusche und das Schließen des Rohrverschlusses; er zog auch nach dem Schießbefehl die Abzugsleine und öffnete den Verschluss wieder), ein Kanonier für die Granateneinstellung (Aufschlagzünder oder Stellschlüssel für Zeitzünder), ein Kanonier für das Laden der Treibladung und drei Kanoniere zum Heranschleppen der Munition (je Granate über 40 kg), die in der Protze und im Zugkraftwagen mitgeführt wurde.
Das Feuerkommando: Es bestand aus sieben Teilen:
1. Wer schießt? (z. B. „ganze Batterie“ oder Zwotes allein).
2. Wie viele Schüsse (z. B. „6 Mal Dauerfeuer“ oder „1 Schuss“).
3. Höhe (Angabe in Anzahl Strichen – 1/10 Neugrad – einer Libelle, deren Waagerechte als 300 Strich definiert war, um negative Werte zu vermeiden).
4. Seite (Angabe in 1/10 Neugrad Abweichung vom Nullpunkt; dafür wurde vor dem Beginn des Schießens ein markanter Punkt im Gelände festgelegt.)
5. „X.te Ladung“: X war eine der Ziffern von 1 bis 7 für die Anzahl Pulversäckchen, die in die Kartusche kamen, womit die Schussweite bestimmt wurde.
6. Zünderanweisung, z. B. „Aufschlagzünder“.
7. „Feuerbereitschaft melden“ (Granate und Kartusche im Rohr; Verschluss zu, Höhe und Seite eingerichtet).

Der Abschussbefehl kam gesondert: („Feuer“).

## Weiterentwicklungen
- 15 cm sFH 18M – 15 cm sFH 18 mit Mündungsbremse, 1942 eingeführt.
- 15 cm sFH 36 – Gemeinsame Entwicklung von Krupp und Rheinmetall. Sollte leichter per Pferdezug zu transportieren sein. Begrenzte Fertigung ab 1939 bis 1941.
- 15 cm sFH 40 – Versuch, die Reichweite der 15 cm sFH 18 zu steigern. Keine Produktion.
- 15 cm sFH 18/40 – Auch als 15 cm sFH 42 bezeichnet. Das Rohr der sFH 40 wurde in die Lafette der sFH 18 eingesetzt. Nur 46 Stück gebaut.
- 15 cm sFH 18/43 – Versuch, eine sFH 18 auf hülsenlose Munition umzubauen, um Rohstoffe einzusparen. Bei Kriegsende noch in der Entwicklung.
- 15 cm sFH 43 – Projekte von Skoda und Krupp für eine leistungsgesteigerte 15 cm sFH. Bei Kriegsende beide noch in der Entwicklung.